# Giuseppe Canestrini
Giuseppe Canestrini (Trento, 17 luglio 1807 – Firenze, 28 novembre 1870) è stato uno storico e bibliotecario italiano.

## Biografia
Nacque a Trento il 17 luglio 1807 da una famiglia originaria della Val di Non. Dopo un periodo di studi a Vienna, seguendo i corsi di statistica e di economia politica, non conseguì la laurea, ma decise di spostarsi a Parigi, fra il 1830 e il 1832. Per diversi anni visse di lavori saltuari di copista e ricercatore d'archivio, finché nel 1838 Adolphe Thiers lo incaricò di raccogliere documentazione sulla storia di Firenze dalle origini sino al 1530.
Il Canestrini si trasferì dunque a Firenze dove visse da quel momento, partecipando alla vita culturale della città, collaborando all'Archivio storico italiano e specializzandosi in ricerche storiche e d'archivio, anche se in modo caotico, con poca precisione filologica e commettendo numerosi arbitri e scorrettezze nella trascrizione e interpretazione dei testi, che gli procurarono spesso critiche e ostilità. Curò comunque diverse pubblicazioni, tratte per lo più da ricerche negli archivi e nelle biblioteche, di cui le più rilevanti sono gli Scritti inediti di Niccolò Machiavelli riguardanti la storia e la milizia (1499-1512), 1857, e soprattutto, i dieci volumi delle Opere inedite di Francesco Guicciardini, 1857-1867.
Iniziò anche, nel 1860, su commissione, la redazione di una teoria economica e amministrativa di Firenze, di cui riuscì a pubblicare solamente il primo volume (La scienza e l'arte di stato desunta dagli atti ufficiali della Repubblica fiorentina e dei Medici. I. L'imposta sulla ricchezza mobile e immobile, Firenze, 1862).
Nel 1860 fu eletto deputato per il collegio di Montepulciano, e nel 1862 successe ad Atto Vannucci nella direzione della Biblioteca nazionale. Morì a Firenze il 28 novembre 1870.

## Opere
(elenco parziale)
- Scritti inediti di Niccolò Machiavelli riguardanti la storia e la milizia (1499-1512), Firenze, 1857.
- Opere inedite di Francesco Guicciardini, Firenze, 1857-1867 (in 10 volumi).
- La scienza e l'arte di stato desunta dagli atti ufficiali della Repubblica fiorentina e dei Medici. I. L'imposta sulla ricchezza mobile e immobile, Firenze, 1862.

## Archivio
Il fondo Giuseppe Canestrini, conservato presso la Biblioteca nazionale centrale di Firenze, venne donato nel 1892 dall’avvocato Temistocle Pampaloni.